# Plateau de Rocroi
Le Plateau de Rocroi culmine entre 360 et 380 mètres. Caractérisé par les taillis, il est situé entre la région naturelle de la Thiérache et celle de l'Ardenne. Les sols très acides sont propices au genêt d'Angleterre.
De nombreux endroits sont des landes tourbeuses particulières appelées rièzes. La flore y est particulière, on peut y trouver de l'arnica, des gentianes ou des droseras carnivores.
Plusieurs communes font partie du Plateau de Rocroi comme : Rimogne, Laval-Morency, Gué-d'Hossus, le Tremblois-lès-Rocroi. Celui-ci s'étend, côté belge, sur la partie sud des communes de Chimay, Couvin et de Viroinval.

## Géologie

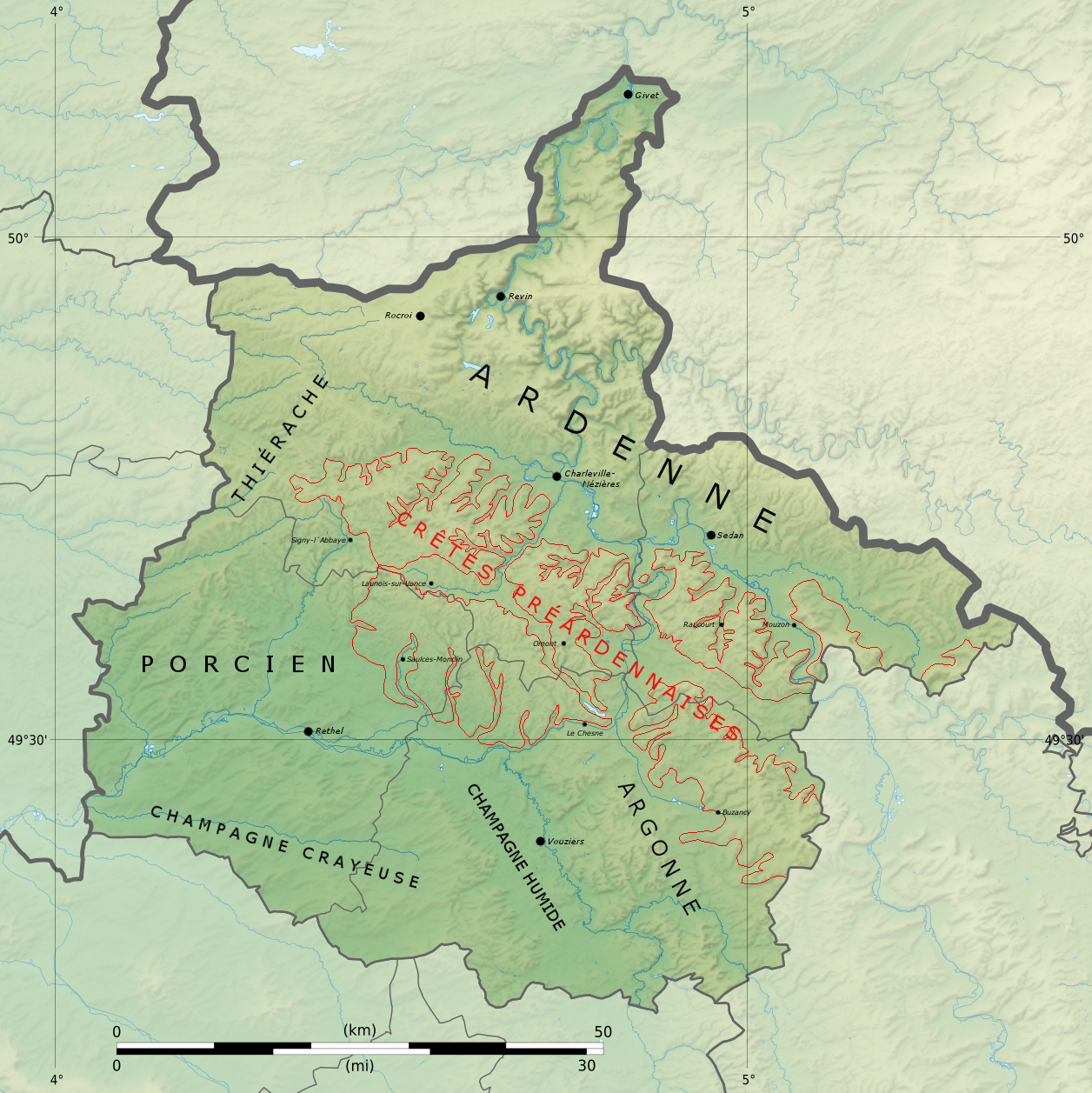
Localisation du massif de Rocroi au nord-est de la Thériache et à l'ouest du massif ardennais.

Le massif de Rocroi est structuré par trois plis principaux déjetés vers le Nord. Ces plis forment du N au S, l'anticlinorium de Fumay, le synclinorium de Revin et l'anticlinorium de Bogny. Il constitue l'extrémité occidentale du Massif ardennais, les roches de ce dernier s'enfonçant ensuite sous les sols plus récents de la Thiérache plus à l'ouest.